# Bahnpolizei
Bahnpolizei é o termo usado na Alemanha, Áustria e nas partes alemãs da Suíça, para Polícia Ferroviária, com tarefas semelhantes às da Polícia Ferroviária Federal do Brasil.

## Alemanha
A Bahnpolizei é um divisão da polícia federal alemã, Bundespolizei (até julho de 2005 Bundesgrenzschutz).

## Ligações Externas
- Bahnpolizei Suíça
- Bahnpolizei Alemanha